# Flipper
Pour les articles homonymes, voir Flipper (homonymie).
Un flipper, ou flippeur, aussi appelé billard électrique, ou machine à boules en français québécois (pinball en anglais), est un jeu électro-mécanique à monnayeur dont le principe est de marquer des points en dirigeant une ou plusieurs billes métalliques sur un plateau de jeu, séparé du joueur par une vitre.
Le but principal du jeu de flipper est de réaliser le score le plus élevé. Le but secondaire est de jouer le plus longtemps possible en évitant que la bille ne sorte du plateau de jeu (éventuellement en obtenant des billes supplémentaires, nommées extra ball, parfois même simultanées sur certains modèles) et de gagner des parties gratuites (replay).
Ce type de jeu a connu un franc succès des années 1950 aux années 1990, au point de rentrer dans la culture populaire. La plupart des cafés en proposaient à leurs clients. Il existait aussi des salles de jeux spécialisées. Après une période où ils avaient déserté les bars, les flippers ont tendance à réapparaître.

## Historique
Le jeu de flipper serait dérivé d'un jeu français, le jeu de Bagatelle (1777) et du billard japonais (1751-1779). Il est mis au point à Chicago dans les années 1930 par des mécaniciens et des électriciens au chômage depuis la crise de 1929.
D'abord jeu de hasard et d'argent, le jeu de flipper est interdit dans plusieurs grandes villes américaines (Atlanta en 1939, New York en 1941). Ses gains sont ensuite remplacés par des parties gratuites.
Devenu électronique dans les années 1970 (1976-1977), il subit un déclin dans les années 1980 à la suite de l'essor du jeu vidéo.

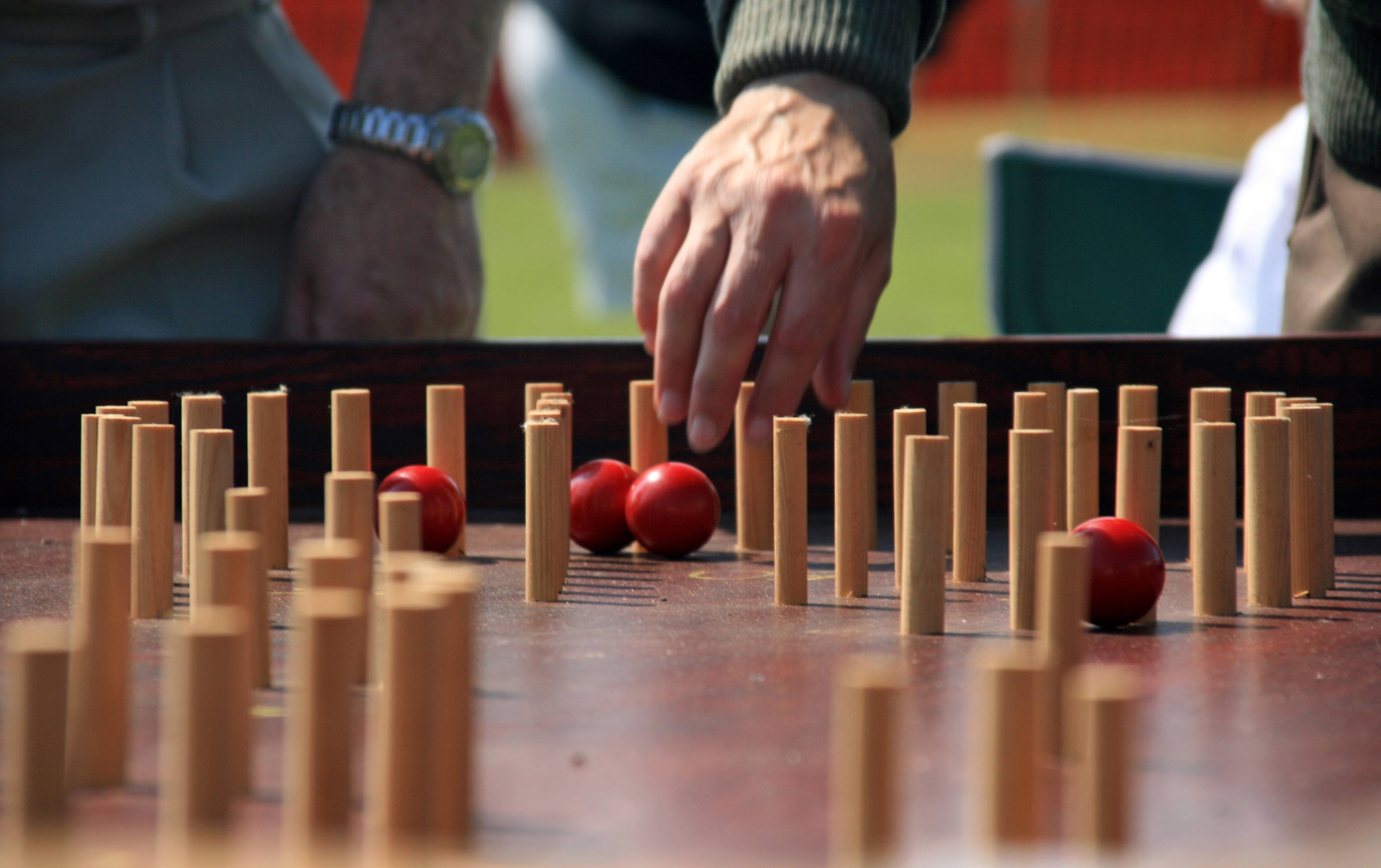
Un jeu de Bagatelle.
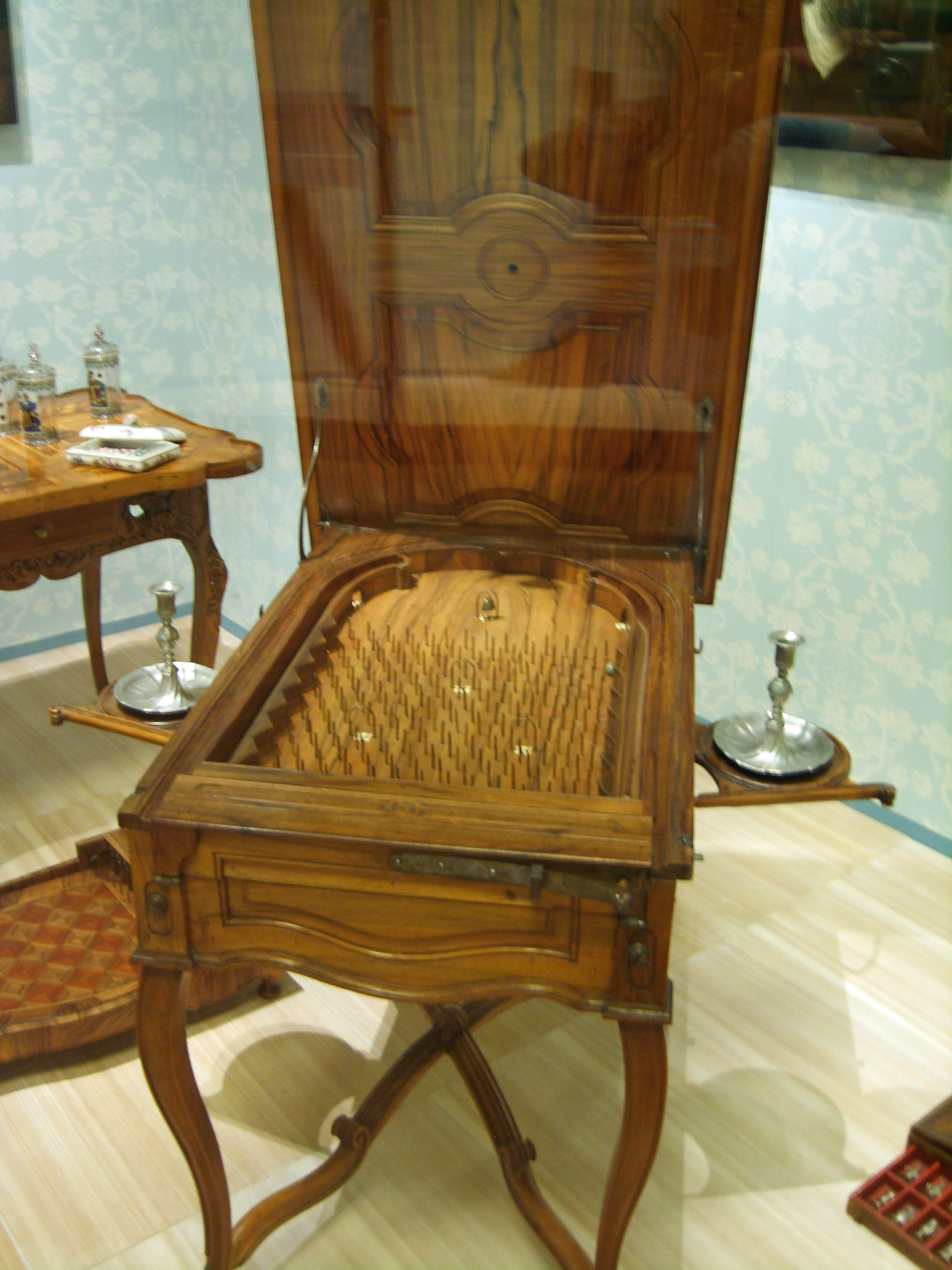
Billard japonais en Allemagne du sud/Alsace, vers 1750–1770[note 1].
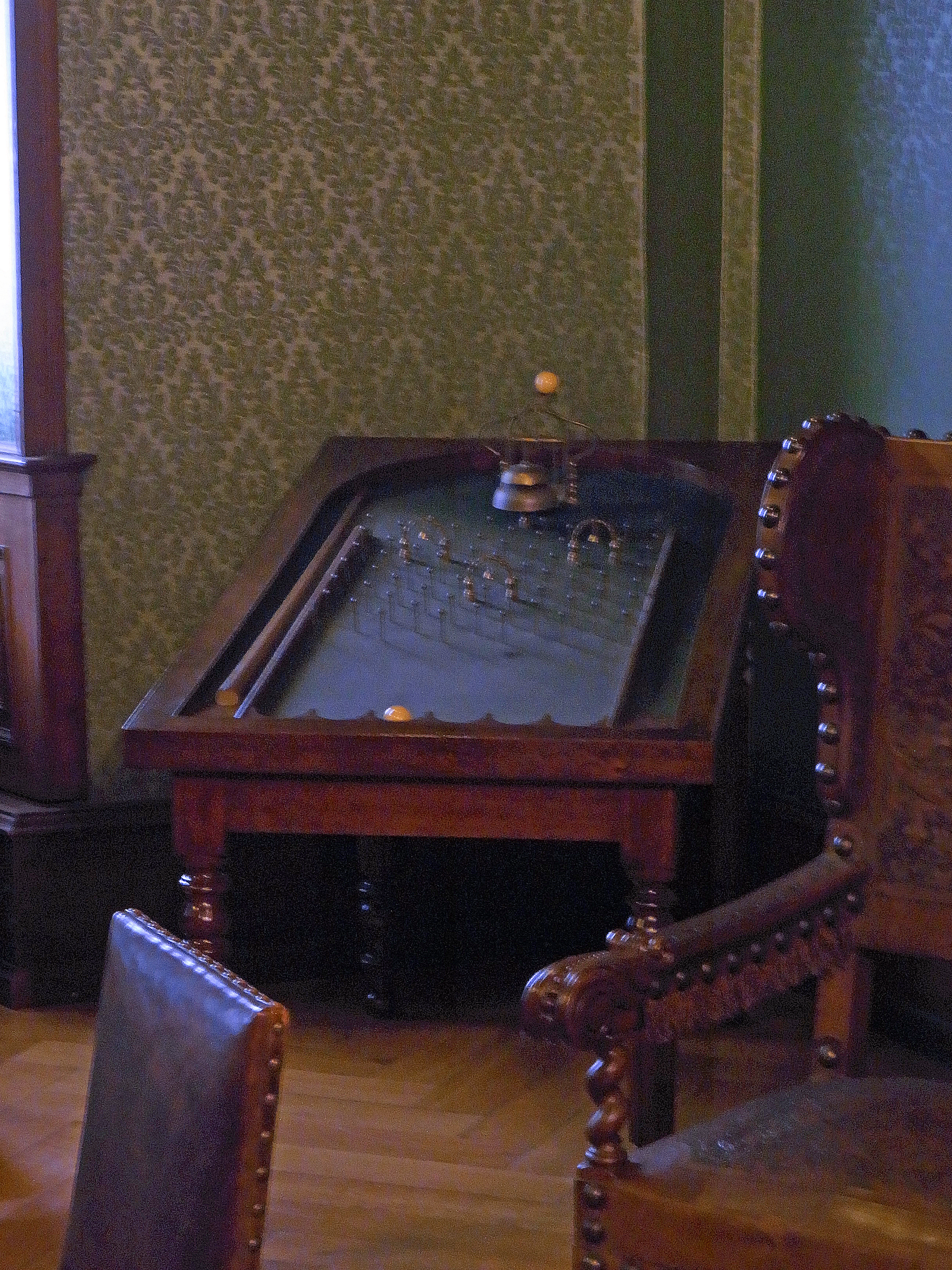
Ancien jeu apparenté
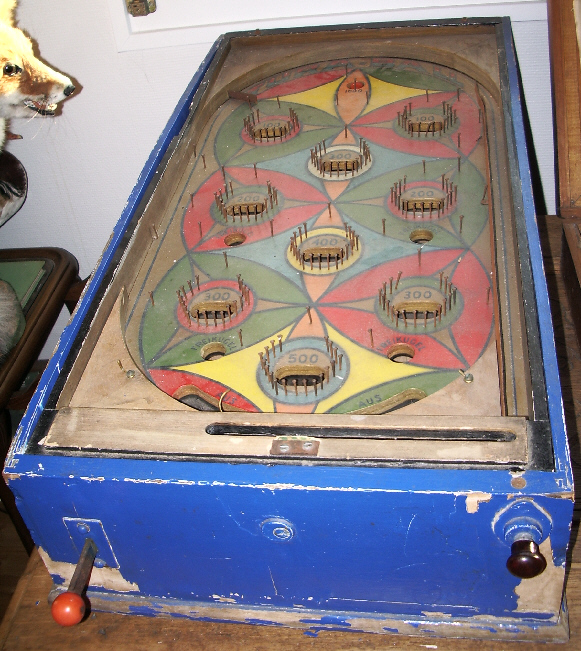
Un ancien jeu de flipper qui, au début, ne comportait pas de flippers, vers 1932.

## Les principaux éléments d'un jeu de flipper

### Plateau
Le plateau est une surface plane et inclinée de trois à six degrés vers le joueur qui comporte de nombreux objectifs à remplir pour gagner des points. La bille est mise en jeu en utilisant un lance-billes.
Une fois que la bille est sur le plateau, elle peut aller dans toutes les directions, de manière aléatoire ou contrôlée, en fonction des contacts avec les différents éléments du plateau et des actions du joueur, mais aussi par l'inclinaison du plateau. Pour envoyer la bille vers le haut du plateau de jeu, le joueur actionne les flippers. La course de la bille peut également être déviée en secouant raisonnablement la machine, le joueur pouvant influencer la trajectoire de la bille en donnant des impulsions précises à certains moments et à certains endroits du flipper.

### Fronton
Le fronton est le panneau vertical fixé au-dessus de la caisse à l'arrière de la machine. Cette partie comporte les afficheurs de score ainsi qu'un visuel attrayant présentant le nom et le thème de la machine. Sur les flippers les plus récents, l'afficheur est soit alphanumérique, soit matriciel (dalle dot). Il regroupe l'ensemble des informations utiles au joueur pendant la partie, comme le score ou des indications sur les combinaisons à effectuer afin de remporter un bonus. Sur les flippers mécaniques, le fronton regroupe un ou plusieurs compteurs à rouleaux destinés uniquement à l'affichage des scores, tandis que les autres informations sont affichées par l'allumage d'ampoules éclairant certaines zones du visuel.
Sur les flippers anciens, le visuel consiste en une vitre en verre, peinte sur sa face arrière. Elle est éclairée à l'aide d'ampoules et présente le défaut de mal vieillir, la peinture finissant souvent par se craqueler. Sur les flippers récents, le visuel est une simple feuille plastifiée placée derrière une vitre en plexiglas. L'éclairage est assuré par un tube fluorescent.
Les jeux de flipper sont généralement construits autour d'un thème particulier, comme un sport ou un personnage de fiction. Les machines les plus récentes sont liées à des films populaires, des séries télévisées, des jouets ou des marques. La machine dans son ensemble est conçue pour être la plus attrayante possible ; chaque petit espace est utilisé pour des graphismes colorés, des lampes et des objets correspondants au thème. Le fronton participe grandement à l'attrait de la machine puisque celui-ci est le premier élément que l'on aperçoit de loin.
Certains de ces frontons sont devenus, au fil du temps, des objets de collection et sont recherchés comme des témoins d'une certaine époque, au même titre que les Juke-box ou d'anciennes affiches.

### Billes
La partie se termine lorsqu'un nombre déterminé de billes ont été perdues en bas du plateau de jeu. Le nombre de billes par partie pouvait aller jusqu'à dix sur les très vieilles machines, puis s'est réduit à cinq entre 1940 et 1970, pour finalement se stabiliser fin des années 70 à trois billes en France, à cinq billes en Belgique et quatre au Luxembourg. Il s'agit d'une stabilisation de fait, la plupart des machines possédaient un commutateur permettant, au choix du propriétaire, de fixer à trois, quatre ou cinq le nombre de billes.
Sur les flippers permettant le mode multijoueurs, le nombre de billes est fixé pour chaque joueur. Les participants jouent alternativement une bille par tour, à l'exception du joueur parvenant à gagner une bille supplémentaire, appelée extra ball, qui est jouée immédiatement. En mode multijoueur, le score de chaque joueur est comptabilisé séparément.

### Lance-billes
Le lance-billes est une barre métallique équipée d'un ressort qui permet de propulser la bille sur le plateau de jeu. Le joueur peut contrôler la force de l'impulsion donnée à la bille en tirant plus ou moins le lance-billes pour faire varier la compression du ressort (sur certains flippers, le lance-billes est surmonté d'une graduation permettant au joueur de repérer plus facilement la force appliquée). Cette impulsion est souvent utilisée pour un tir de précision (ou « skill shot ») où le joueur doit lancer la bille de manière à atteindre un objectif précis. Une fois que la bille est en jeu, le lance-billes n'est plus utilisé à moins qu'une autre bille entre en jeu. Sur les flippers récents, le lance-billes peut être automatisé et contrôlé par la machine elle-même.
Sur certains flippers récents, le lance-billes est entièrement automatisé. Dans ce cas de figure, celui-ci ne possède plus de tirette mais un bouton sur lequel il suffit d'appuyer pour propulser la bille sur le plateau de jeu. Il est donc impossible de contrôler la force d'éjection. Ce système semble néanmoins disparaître, les modèles sortis en 2009 et 2010 privilégient un lance-billes mécanique (et donc le « skill shot »).

### «Flippers» proprement dits

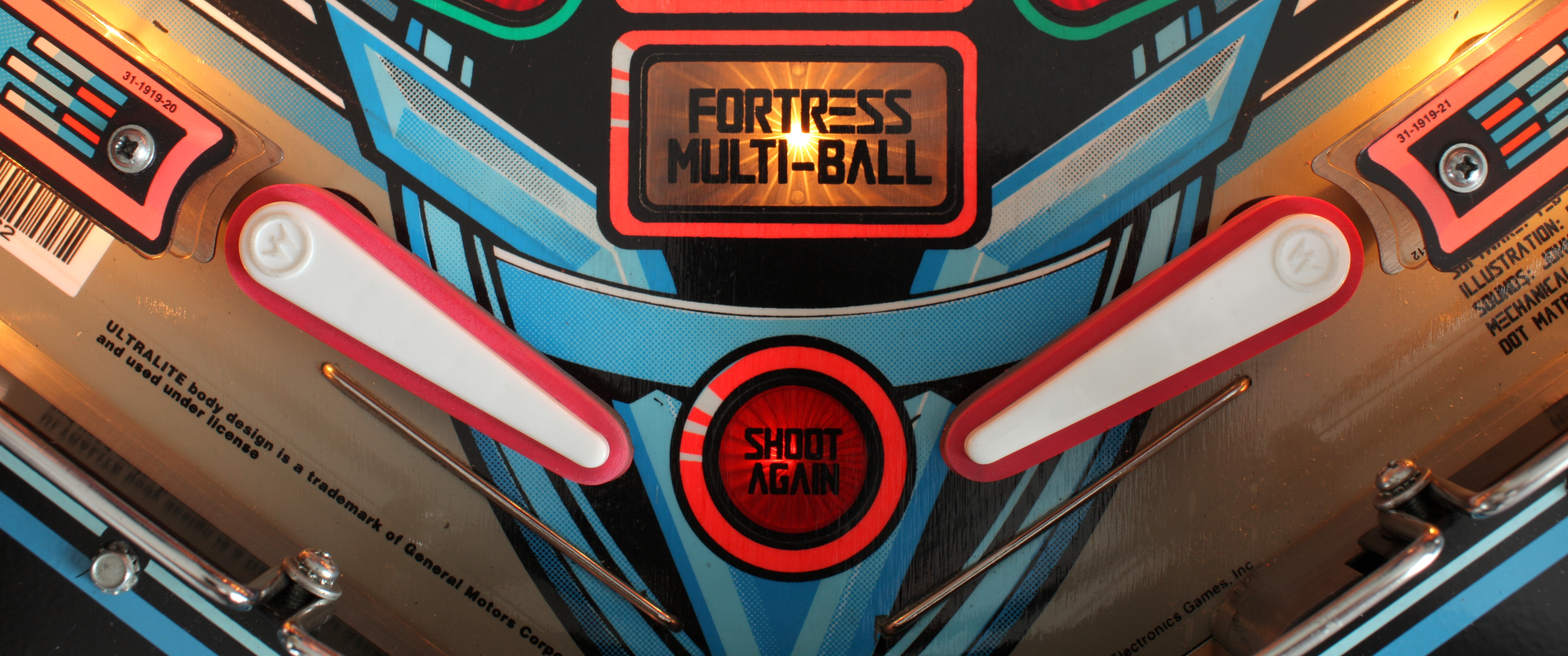
Les flippers sont utilisés par le joueur pour rediriger la balle.

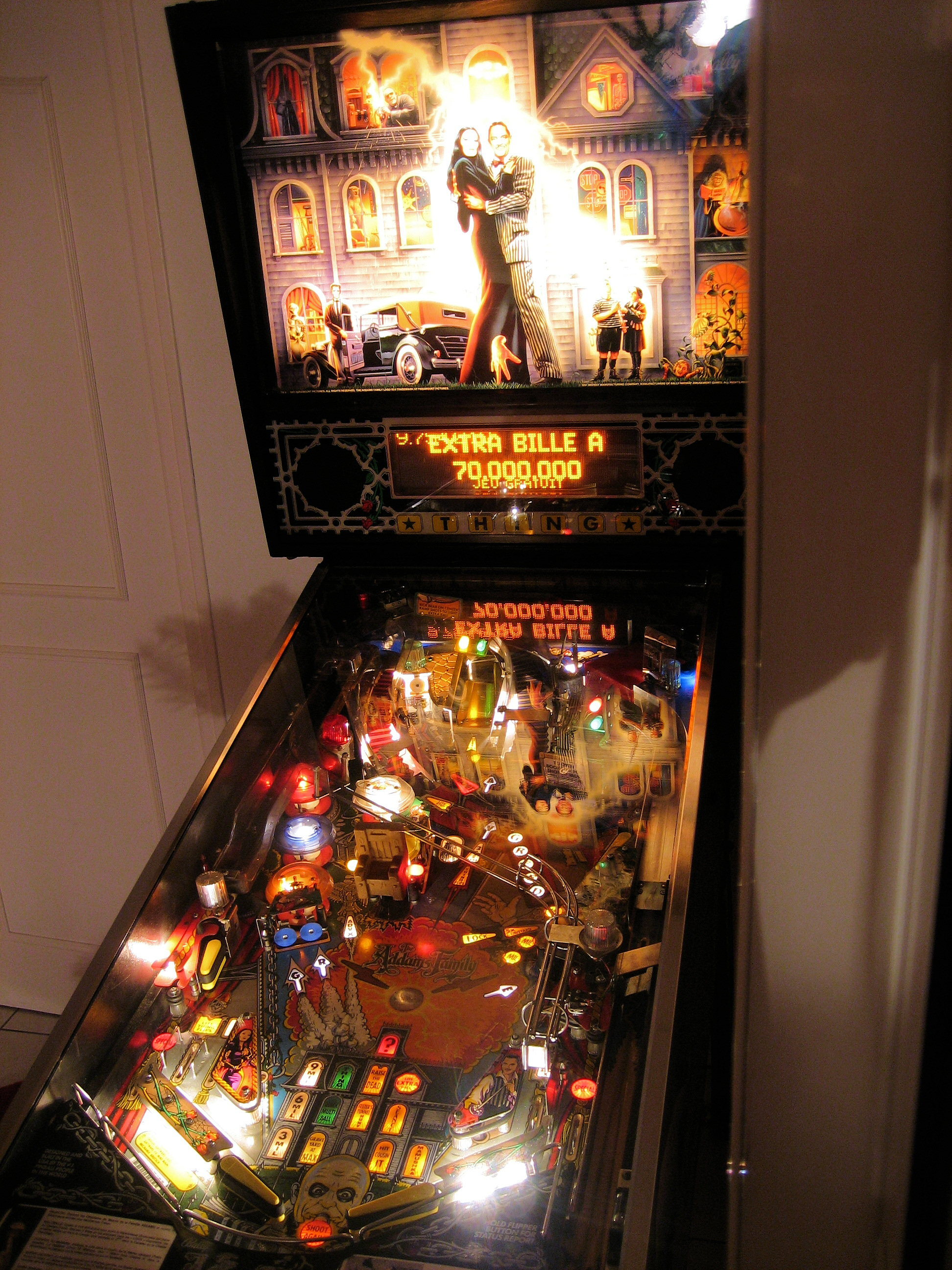
Flipper supplémentaire (quatre en tout) sur un Addams Family, en haut et à gauche du slingshot de Morticia Addams et en haut à droite de la bibliothèque.

Les flippers sont des petits leviers contrôlés mécaniquement ou électro-mécaniquement, d'une taille variant de trois à sept centimètres et utilisés pour renvoyer la bille vers le haut du plateau de jeu. Ils sont généralement le seul moyen pour le joueur de contrôler la bille. En français, on utilise parfois le terme de « raquette ».
Une certaine précision et un contrôle de la position permettent au joueur d'empêcher la bille de sortir du plateau de jeu et de la diriger dans la direction choisie avec plus ou moins de force. Les premiers jeux apparus dans les années 1930 n'avaient pas de flipper : après l'envoi de la bille, celle-ci descendait simplement sur le plateau, sa trajectoire étant dirigée par les petits clous (ou « pins », d'où le nom pinball en anglais) vers des zones attribuant un certain nombre de points. Au milieu des années 1940, les premiers flippers mécaniques apparurent et au début des années 1950 la configuration familière à deux flippers était devenue standard. Certains modèles peuvent comporter trois flippers, voire plus, répartis sur le plateau en fonction du jeu.
Deux choses sont configurables par l'exploitant dans tous les jeux de flippers : le nombre de points donnant droit aux diverses parties gratuites (que l'exploitant ajuste en utilisant deux compteurs électromécaniques internes : nombre de parties jouées, nombre de parties gagnées aux points) et le nombre de billes, de cinq dans les années 1950 afin d'attirer les joueurs, puis de trois une fois que l'appareil s'était constitué une clientèle. Pour cette raison, les chiffres indiquant la boule en jeu (et invisibles quand ils sont éteints) sont en général disposés dans l'ordre 1, 4, 2, 5, 3 pour garder une esthétique équilibrée à l'ensemble. En 1964, le standard était encore à cinq billes pour une partie coûtant 20 centimes de « nouveau franc » français.

### Éléments mécaniques classiques
La clé d'un jeu de flipper réussi est une variété de séquences intéressantes et divertissantes. Un certain nombre de ces éléments de jeu sont devenus des classiques au cours des années.
Parmi ces éléments, on trouve :
- les bumpers : ce sont des champignons ronds qui, lorsqu'ils sont touchés, vont aussitôt repousser la bille. Il y en a généralement trois sur un plateau de jeu, parfois plus, parfois moins en fonction de l'effet recherché par le créateur de la machine ;
- les kickers et slingshots : ce sont des dispositifs similaires aux bumpers mais leur forme est rectiligne et ils sont situés sur les côtés de l'espace de jeu. Chaque machine récente comporte au moins une paire de slingshots situés juste au-dessus de la paire de flippers ; les jeux plus anciens font appel à des dispositions plus expérimentales ;
- les rampes : le joueur essaye de diriger la bille avec suffisamment de force vers la rampe afin qu'elle franchisse le sommet de cette dernière. Les rampes sont le plus souvent disposées de telle façon que la bille revienne directement au niveau du flipper qui a permis de la franchir de telle sorte qu'il est possible de les enchaîner et d'accumuler ainsi un nombre croissant de points ;
- les cibles fixes (ou targets) : ce sont des cibles statiques qui se contentent d'enregistrer le contact avec la bille. Il s'agit de l'élément le plus simple du plateau de jeu ;
- les cibles tombantes (ou drop targets) : ce sont des cibles qui disparaissent sous le plateau de jeu lorsqu'elles sont touchées. En toucher une série complète permet souvent de progresser dans le jeu. Lorsque toute une rangée de cibles tombantes a été touchée, celle-ci revient le plus souvent à sa position initiale ;
- les trous (ou holes) : le joueur doit diriger sa bille vers les trous. Ceux-ci sont parfois reliés entre eux et un mécanisme permettra de faire passer la bille de l'un à l'autre. Sur les jeux plus anciens, il y a un type de trou appelé « trou gobeur » (ou gobble hole) qui octroie un nombre considérable de points mais ne redonne pas la bille ;
- les spinners : une bille peut passer à travers cette petite porte qui comporte un axe en son centre pour la faire tourner sur elle-même. Chaque rotation attribue des points au joueur ;
- les flippers supplémentaires : certaines machines présentent d'autres flippers en plus de ceux situés en bas du plateau. Selon les machines, les flippers situés du même côté seront activés en même temps ou via des commandes séparées ;
- le stopper : un obstacle temporaire (appelé parfois « pilon magique »), qui sort du plateau, entre les deux flippers, et qui a l'avantage d'empêcher la bille de tomber dans la sortie centrale. Il est souvent activé du fait d'avoir frappé une ou plusieurs cibles. Sa désactivation survient après une certaine temporisation.

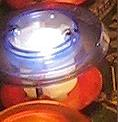
Bumper sur un flipper Addams family.
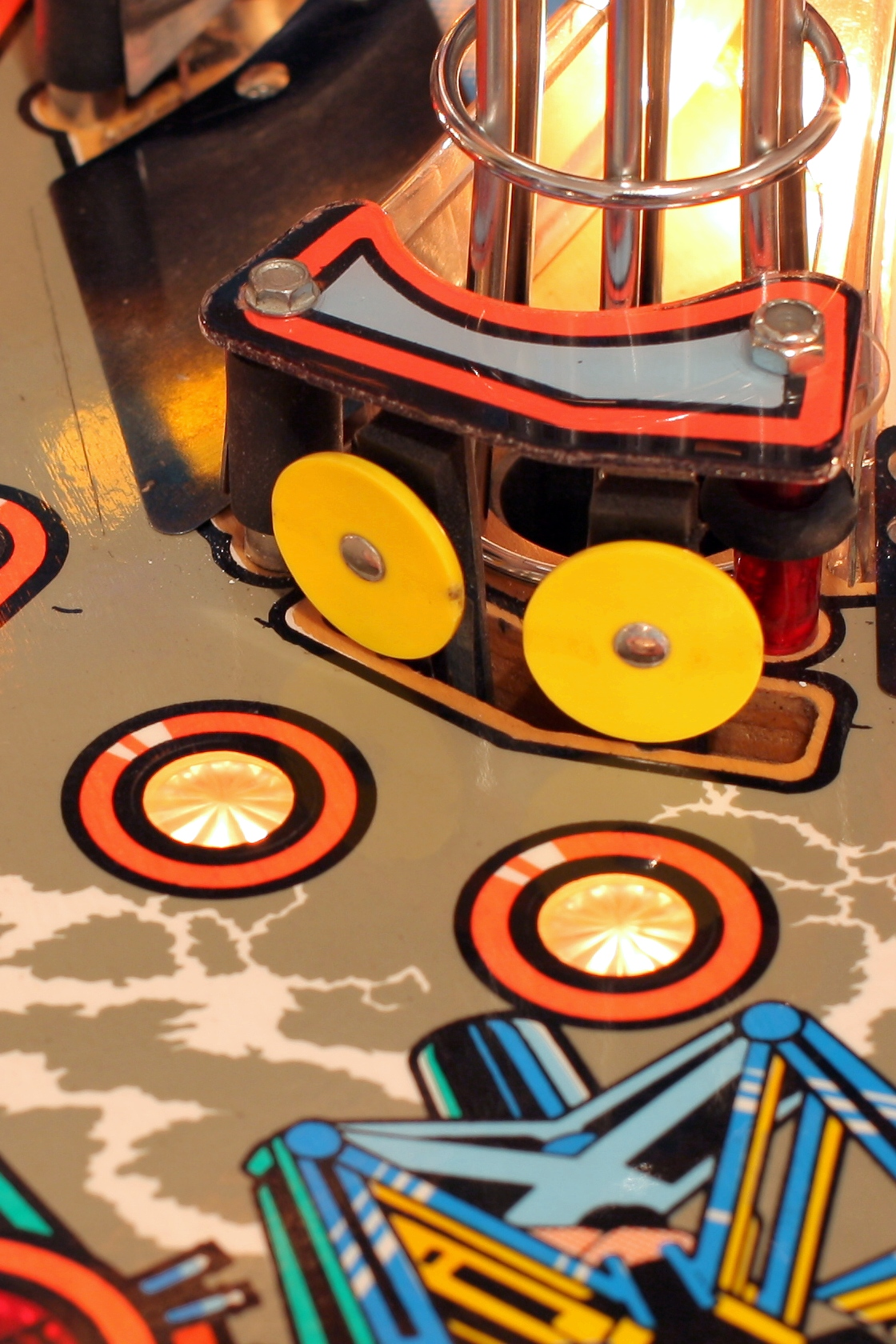
Cibles fixes sur un flipper Demolition Man.
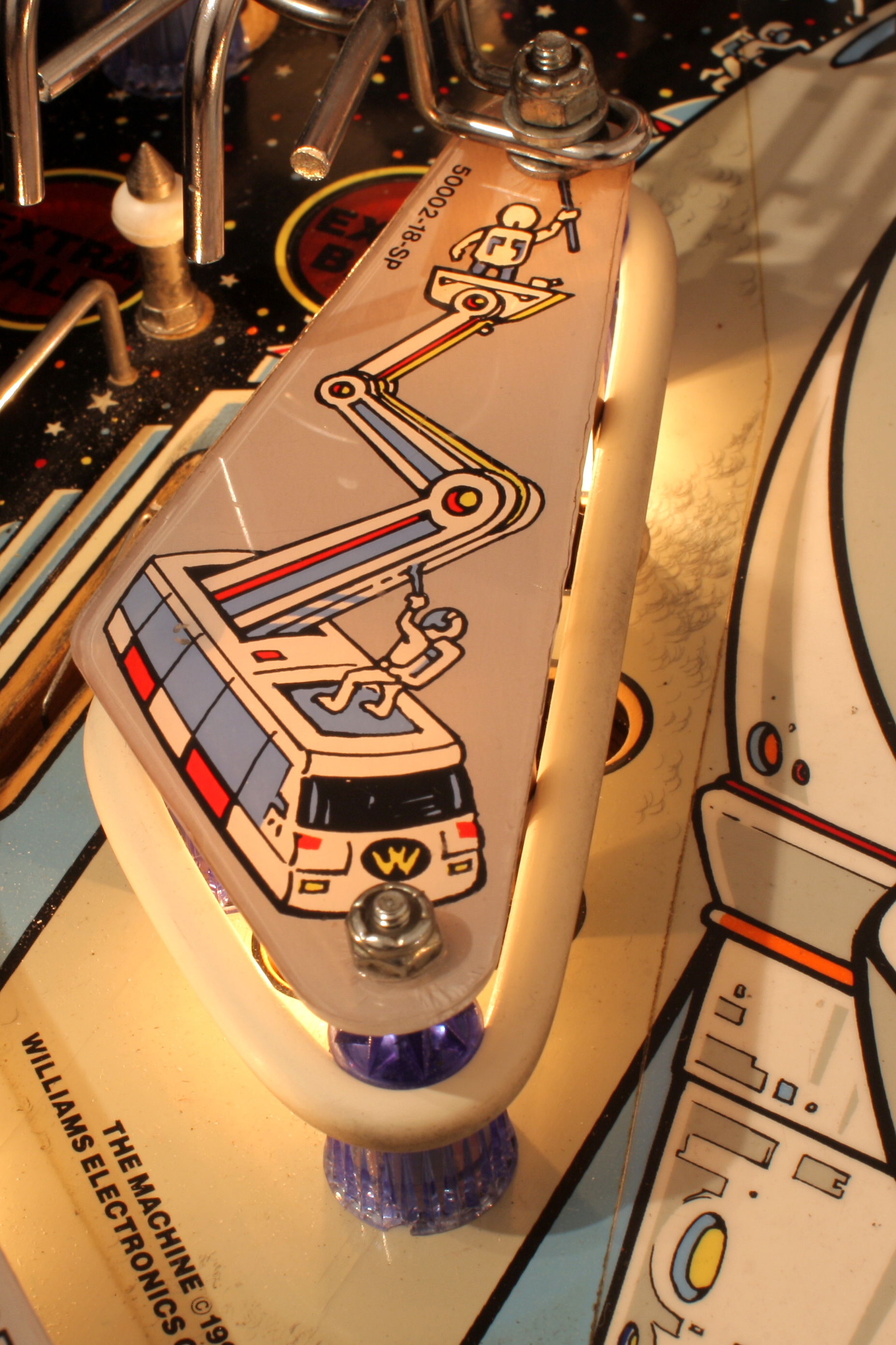
Slingshots, semblable aux bumpers mais sans forme circulaire.
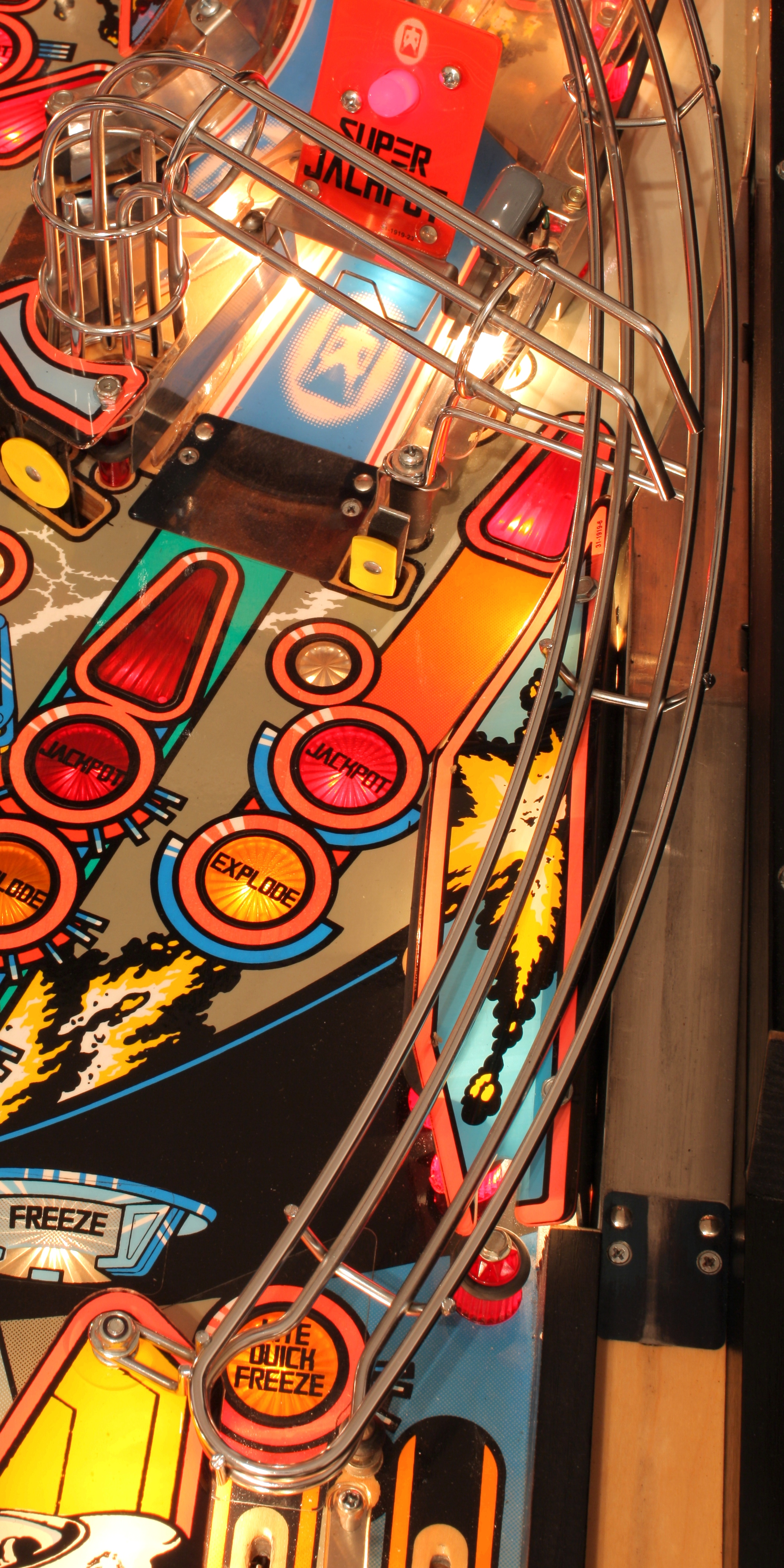
Rampe sur laquelle la balle peut circuler.
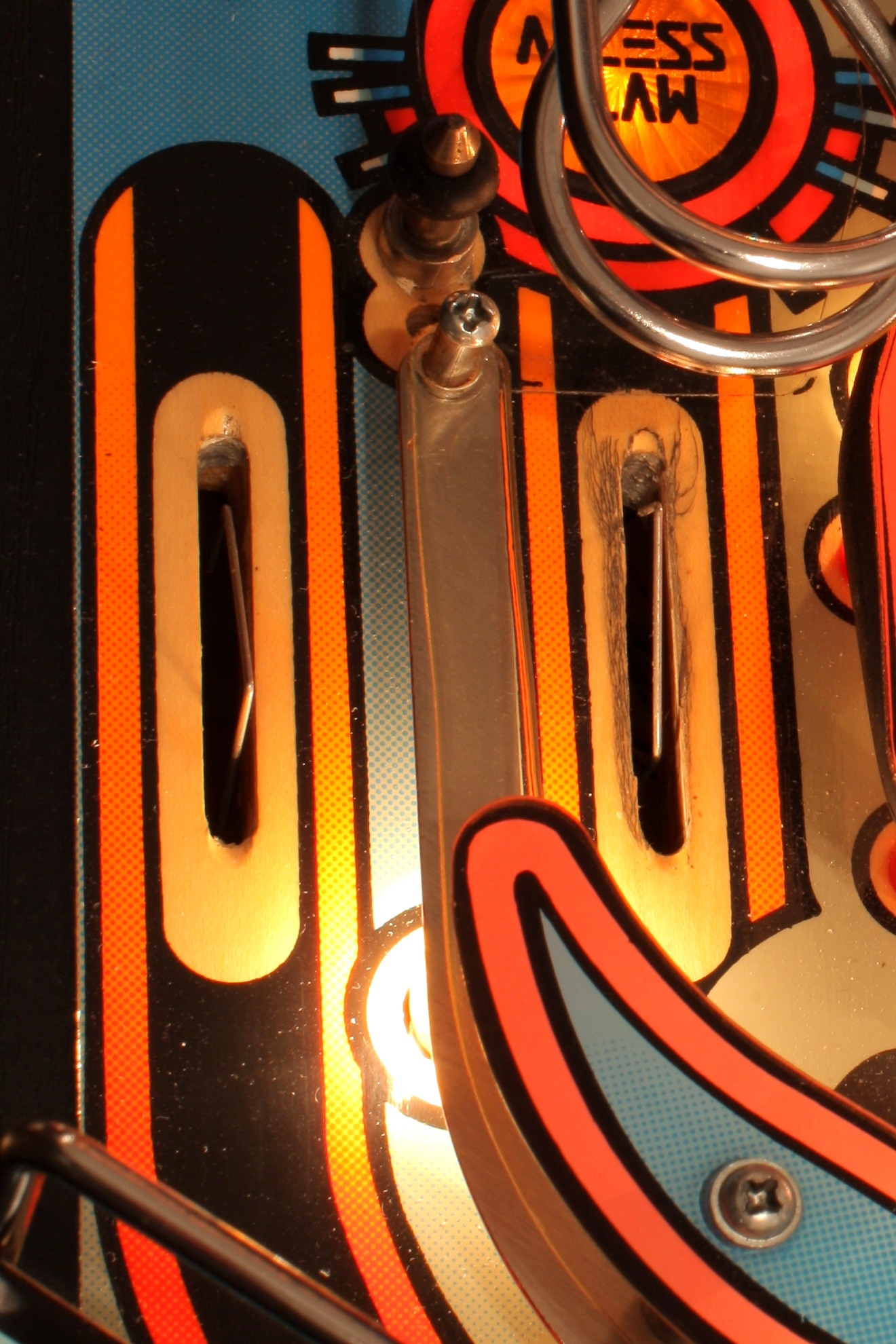
Un rollover détecte le passage de la balle sur eux.
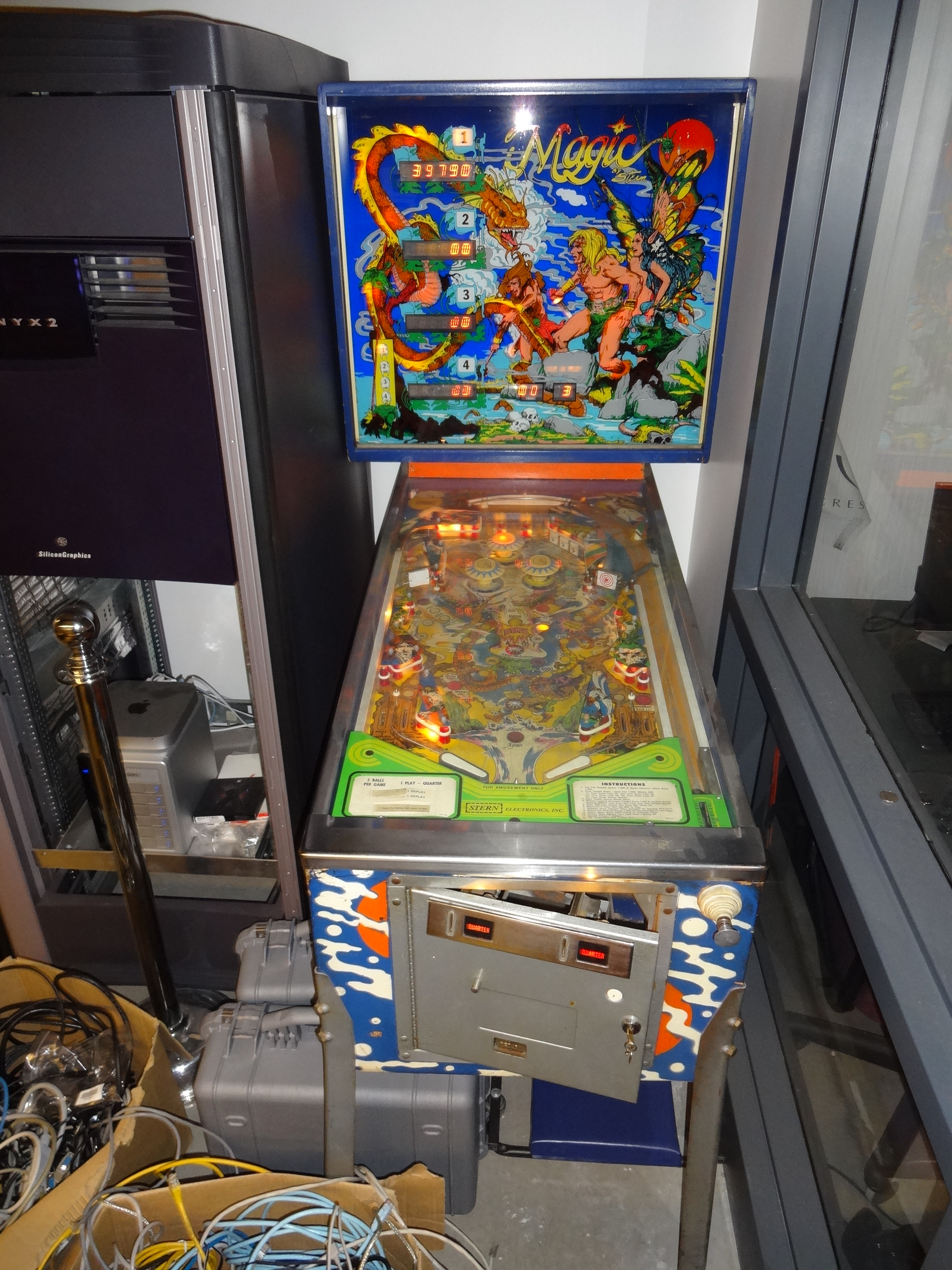
Spinners en haut à droite (avec une cible rouge pour le désigner) et à gauche (en blanc).
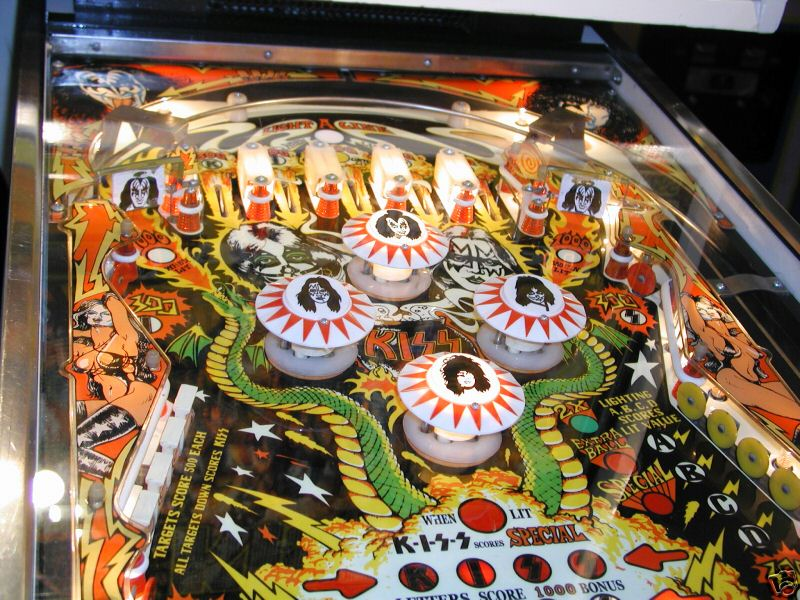
Cibles tombantes carrées (blanches) sur la gauche et fixe circulaires (jaunes) sur la droite, sur chaque flanc des pin-up.
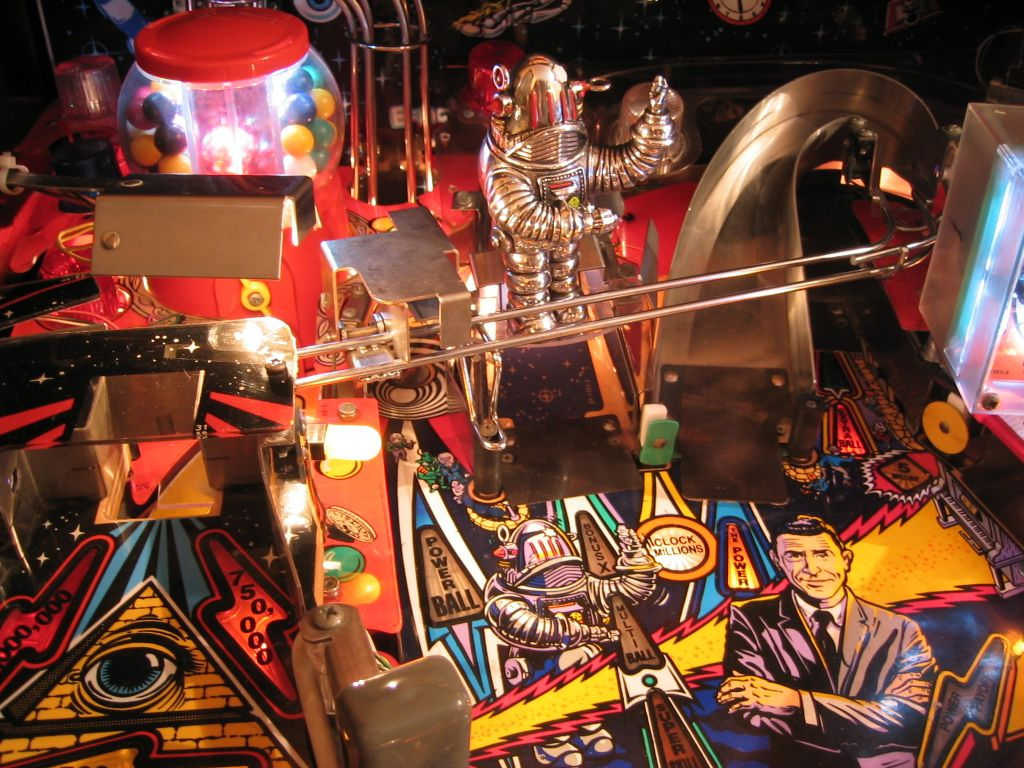
Trou gobeur peint en noir et blanc au-dessus de l'inscription « power ball » sur un flipper Twilight Zone.
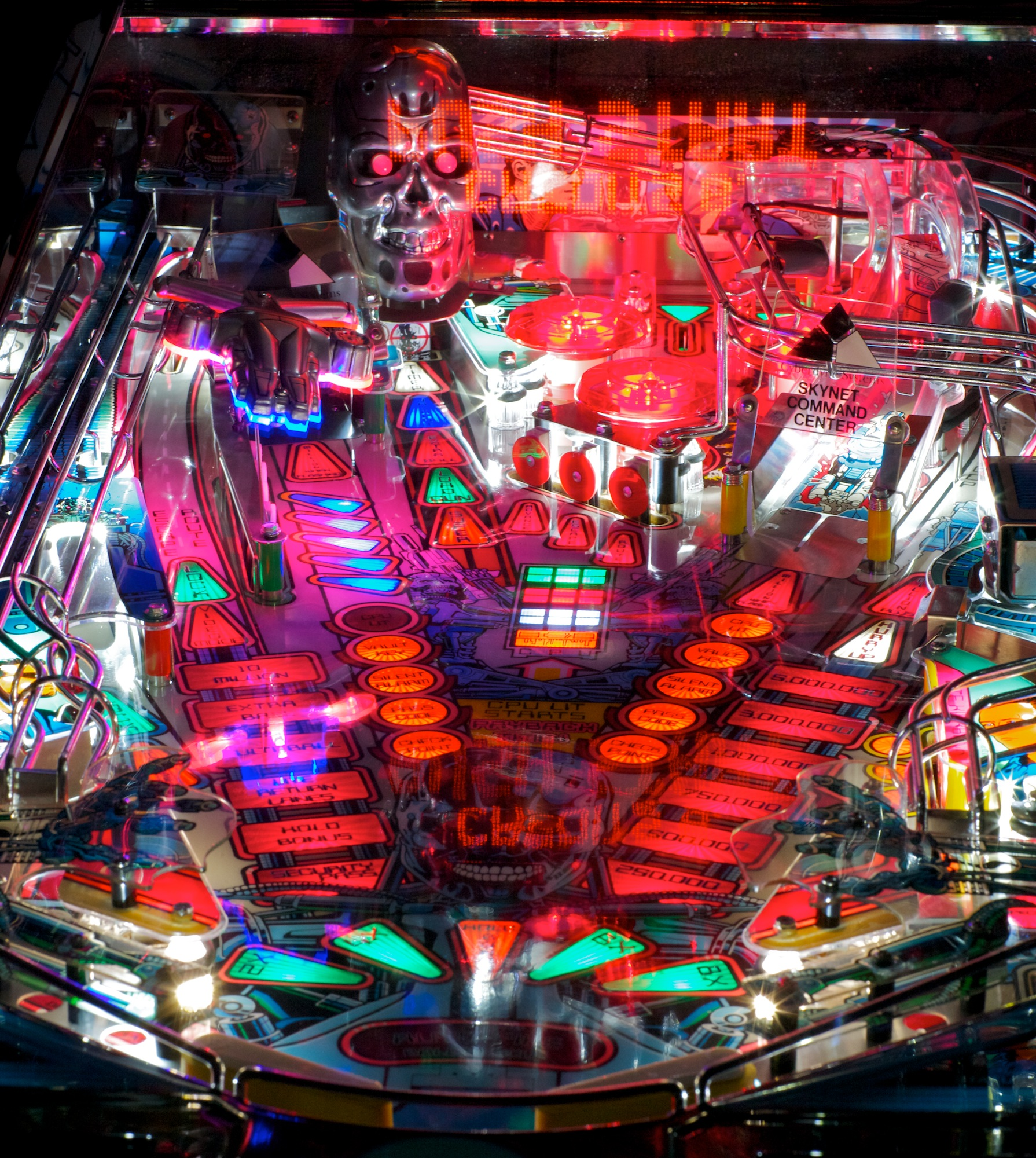
Comptage des points : on remarque que la 2e colonne a besoin d'un dernier impact pour s'illuminer totalement, sur un flipper Terminator 2.
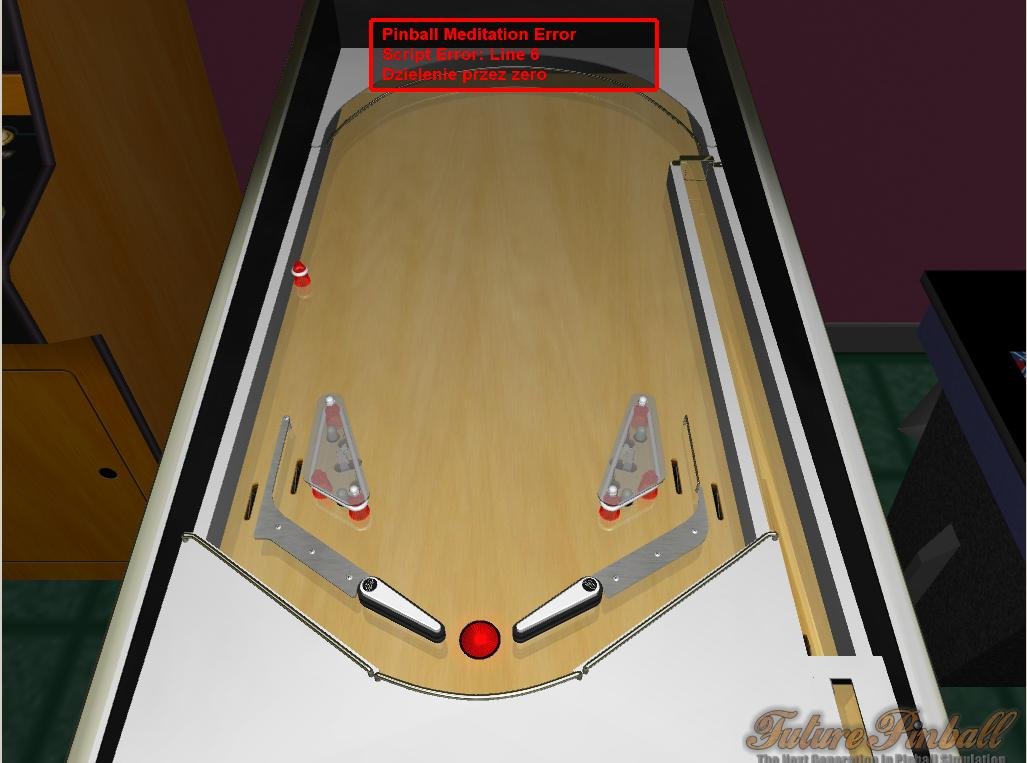
Stoppeur, entre les deux flippers

## Le tilt

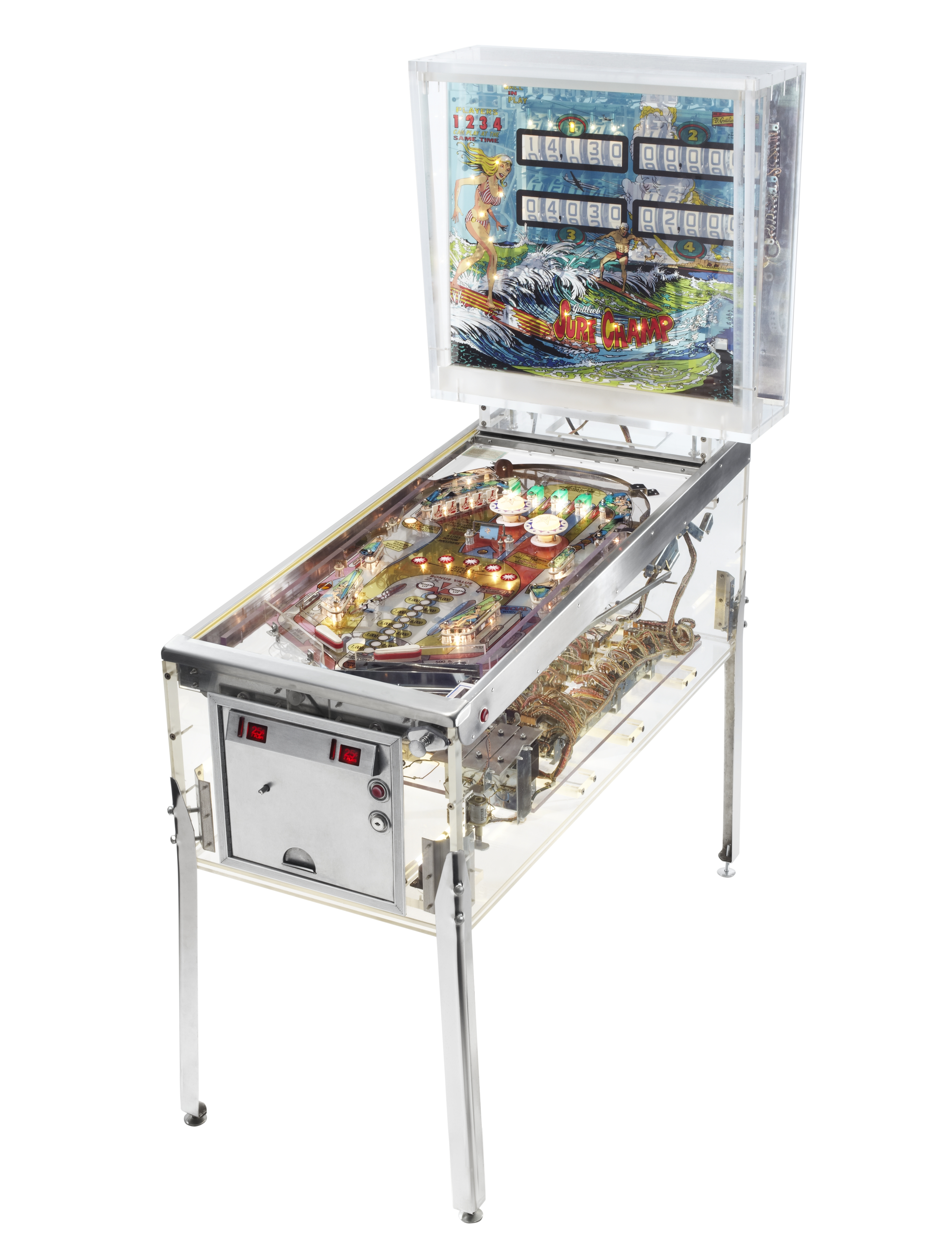
Un flipper électromécanique à parois transparentes créé par le Pacific Pinball Museum pour montrer à quoi ressemble l'intérieur des flippers.

Les joueurs de flipper peuvent être tentés de secouer la machine pour conserver la bille. Pour contrecarrer cette pratique, les fabricants ont inventé le tilt. On doit cette innovation à Harry E. Williams en 1935, le fondateur de la Williams Manufacturing Company).
Des coups disproportionnés et/ou des secousses excessives sont sanctionnés par la machine sous la forme d'un tilt : les éléments du décor et les flippers sont alors inopérants, l'ensemble des billes en jeu retombant en bas du plateau.
On trouve aussi d'autres systèmes de sanction pour des actions plus graves, comme un capteur placé sur la porte du monnayeur, le slam tilt, et qui réagit en fonction d'un choc important (coup de genou par exemple) en faisant perdre au joueur l'ensemble de ses crédits ainsi que la ou les billes en cours de jeu (les éléments du décor et les flippers sont alors inopérants tout comme lors d'un tilt basique). Lors d'un slam tilt, on peut parfois lire sur l'afficheur de certains flippers récents un message assez explicite pour commenter l'action du joueur (comme : « slam tilt » ou « bien fait pour toi »).
Autre moyen de protection, un système permettant de détecter lorsque le flipper est soulevé par l'avant (dans le but de redresser le plateau incliné afin de freiner la chute de la bille). Mécaniquement, ces systèmes de détection de coups sont assez simples, composés d'éléments conducteurs mobiles déplacés lors de mouvements et butant sur un circuit de détection, ou de systèmes de contacts montés sur des lames avec contre-poids et sensibles à différents types de chocs.

## Phases de jeu courantes
Les règles du jeu de flipper sont devenues avec le temps de plus en plus complexes. Il n'est pas rare de voir les phases de jeu - aussi appelées missions - se multiplier sur les flippers les plus récents. Pour aider le joueur, une petite carte décrivant les missions à remplir se trouve en bas (et le plus souvent à gauche) du plateau de jeu. Les missions regroupent un ensemble d'objectifs successifs (toucher certains éléments, emprunter certains passages) et à accomplir dans un ordre logique prédéfini et connu du joueur.
Les phases de jeu les plus courantes :
- le blocage de la bille (ou ball lock) : cassave(ou 3, ou parfois beaucoup plus) dans un trou ou un couloir particulier. Chaque fois qu'une bille atteint cet objectif, elle se retrouve bloquée (locked) et une nouvelle bille entre en jeu. Quand les billes requises sont bloquées, le multibilles peut commencer ;
- le jeu multibilles (ou multiball) : jouer avec plusieurs billes simultanément. Cette séquence de jeu est particulièrement difficile. Généralement, elle offre la possibilité de remporter le jackpot. Le multibilles se termine lorsque toutes les billes, sauf une, ont été perdues et le jeu classique reprend son cours ;
- le jackpot : quelques cibles du plateau de jeu permettent d'accumuler des points qui ne sont pas attribués au joueur mais au jackpot. Pour gagner ces points, le joueur devra réaliser un objectif tel que passer sur une rampe ou toucher des cibles difficiles à atteindre, le plus souvent lors du multibilles, et remporter ainsi le jackpot ;
- l’extra bille (ou extra ball) : lorsque le joueur perd sa bille après avoir remporté ce bonus, celle-ci est automatiquement remplacée. Lorsque plusieurs joueurs jouent sur la même machine, le joueur qui bénéficie de l'extra bille voit sa bille remplacée juste après l'avoir perdue, sans attendre que les autres joueurs aient joué leur tour. Sur les machines récentes, cette option est activée automatiquement pendant les quelques secondes qui suivent le lancement de chaque bille pour éviter que par un malheureux coup du hasard, la bille ne soit perdue instantanément ;

En cours de jeu, les joueurs ont également la possibilité de gagner des parties gratuites via différents moyens :
- le score à battre (ou Replay Score) : dépasser un certain score (fixe ou variable en fonction des performances des joueurs précédents) permet de gagner une ou plusieurs parties gratuites ;
- le Special : réaliser un enchaînement particulièrement compliqué permet d'allumer un voyant lumineux situé dans le couloir extérieur de la partie inférieure du plateau de jeu. Normalement le joueur perd sa bille en passant dans ce couloir, mais lorsque le voyant Special est allumé il gagne un nombre considérable de points ainsi qu'une partie gratuite ;
- la Loterie (ou Match) : à la fin de la partie, si les deux derniers chiffres du score du joueur correspondent aux deux chiffres tirés au sort par la machine, le joueur gagne une partie gratuite. La probabilité de gagner est théoriquement de 1 sur 10. En réalité, sur les machines modernes, l'exploitant est libre de choisir le taux de gain à la loterie (à la sortie de l'usine, le taux est fixé à 12 %). Lorsque la partie s'est jouée en mode multijoueur, la loterie se fait sur l'ensemble des scores, ce qui peut augmenter la chance d'une partie gratuite dans le cas où les scores des différents joueurs ont leurs deux derniers chiffres différents les uns des autres.

Quand le joueur remporte une partie gratuite, la machine produit un fort claquement ou un son d'une forte intensité. Dans le jargon du joueur de flipper, cela s'appelle claquer. Techniquement, ce claquement est dû au knocker, un système fixé dans la caisse ou le fronton du flipper et composé d'une bobine comportant une tige au mouvement libre et d'une butée en métal. La tige, mise en mouvement par la bobine frappe la butée en métal, produisant ce claquement caractéristique. Sur les flippers récents, le knocker est remplacé par un son court et de forte intensité.

## Comptage des points

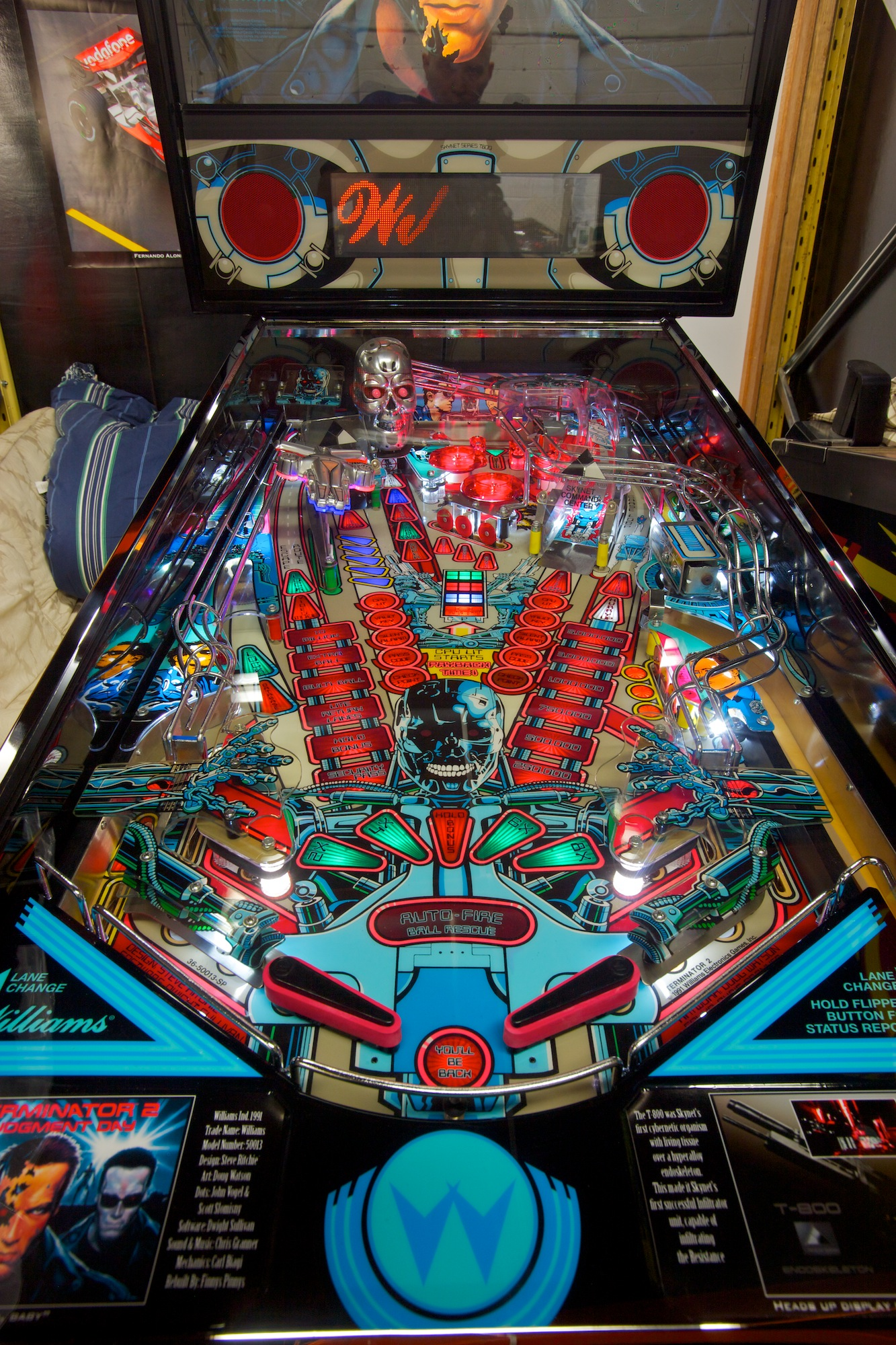
Plateau de comptage des points sur cinq couloirs, dont chaque impact permet d'illuminer une étape, sur un flipper Terminator 2.

Le comptage des points au flipper est assez particulier et arbitraire. Les scores des très vieux jeux se comptaient en centaines de milliers de points avec un affichage par lampes dont la totalisation (rangée des 100 000, rangée des 10 000, etc.) était laissée à l'utilisateur.
L'arrivée des compteurs électromécaniques à trois roues ramena les scores en centaines de points, avec une lampe allumant un chiffre « 1 » en tête des trois chiffres quand on dépassait 999, l'affichage restant mécanique pour les unités, dizaines et centaines.
Dans les années 1970, avec l'arrivée des afficheurs électroniques, les scores ont commencé à compter des milliers ou des dizaines de milliers de points. Cette « inflation » a continué jusqu'à ce que, au milieu des années 1990, plusieurs jeux nécessitent l'obtention de plusieurs milliards de points pour obtenir une partie gratuite.

## Maintenance et réparation

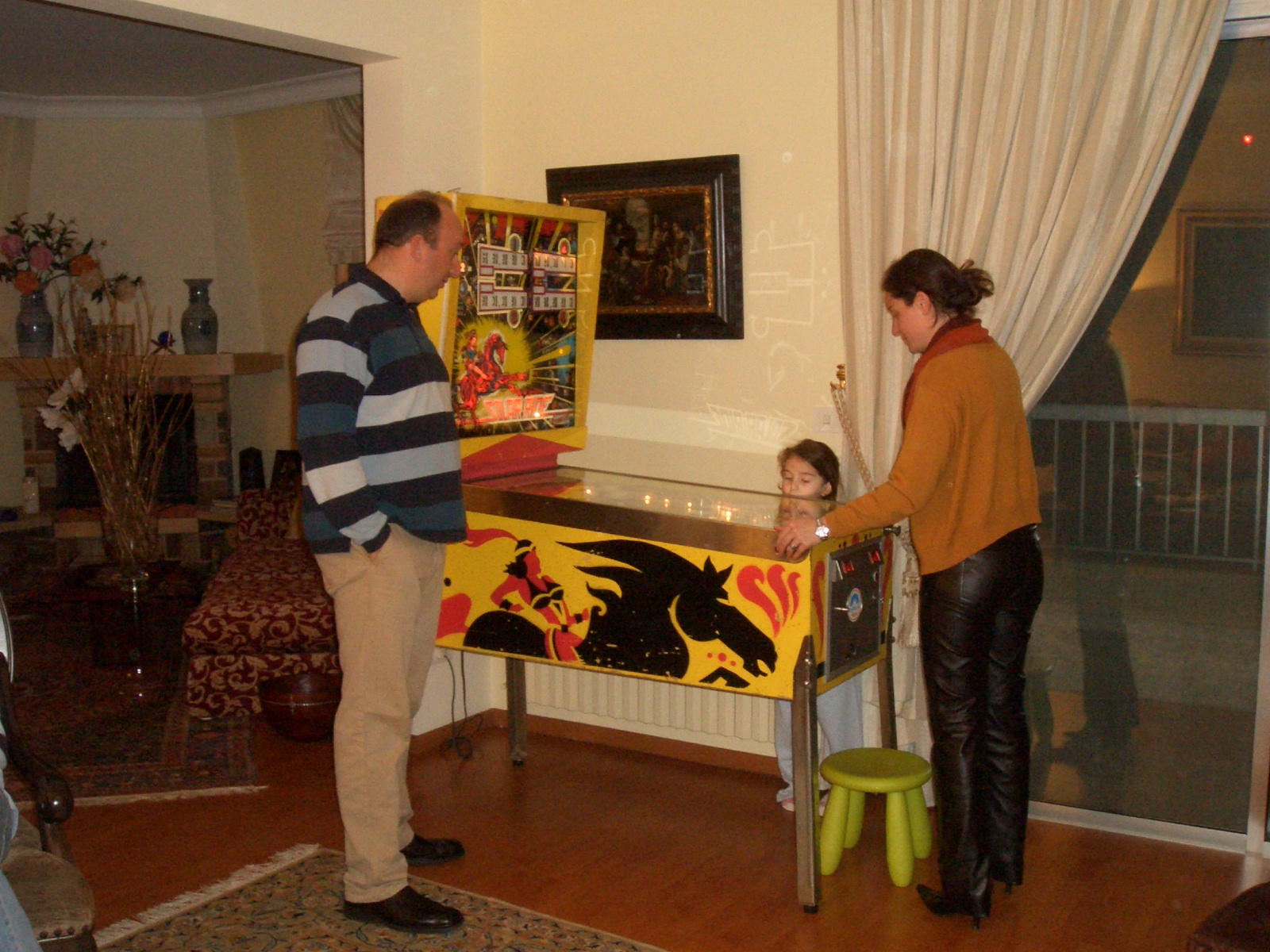
Un flipper mécanique chez un particulier.

Les jeux de flipper modernes sont des machines électro-mécaniques complexes dont les pannes peuvent avoir de multiples origines. Ainsi, le coût du développement, de la maintenance et de la réparation est relativement élevé comparé à de simples jeux vidéo. C'est en partie pour cette raison que l'on trouve de moins en moins de flippers dans les salles de jeux, les bars et autres lieux habituels pour ces machines de divertissement. Malgré tout, le flipper conserve une forte popularité et trouve de plus en plus place[réf. souhaitée] chez des particuliers qui assurent souvent eux-mêmes leur réparation et maintenance (ou font appel à des techniciens spécialisés).
On retrouve aujourd'hui sur la plupart des sites de vente en ligne des pièces détachées permettant de réparer ou de compléter certains flippers. Les pièces les plus courantes sont les jeux d'élastiques, qui se dégradent avec le temps : ils doivent être changés à intervalles réguliers. Les ampoules font partie également des incontournables car elles se trouvent par dizaines dans chaque flipper dans des rôles pouvant aller du simple aspect visuel jusqu'à des fonctions plus vitales comme éclairer des zones du plateau de jeu indiquant au joueur où envoyer la bille pour effectuer des combinaisons. La bille elle-même est un élément d'usure et doit être remplacée à intervalles réguliers, afin d'éviter qu'elle ne devienne trop agressive pour les éléments du plateau lorsque la fine couche de chrome qui la recouvre se raye au fil du temps.

## Dextérité
Une certaine dextérité est requise pour jouer au flipper.
Certains joueurs arrivent à réaliser des combinaisons très précises à grande vitesse. Les passes les plus classiques sont : bloquer la bille avec un des deux flippers, passer la bille d'un flipper à l'autre, faire remonter la bille dans les passages adjacents au flipper sans compter le tir de précision qui permet d'atteindre des éléments précis du jeu.
La figure la plus spectaculaire est la « fourchette », qui consiste, par la manipulation très rapide des deux flippers (quasi-concomitante mais en fait légèrement décalée) à ressortir une bille qui paraissait perdue (certaines machines présentent des flippers trop écartés, interdisant quasiment cette pratique). Sur quelques autres, ces flippers se rapprochent une fois certaines manœuvres réussies.
Certains joueurs seraient ainsi capables de jouer plusieurs heures avec la même bille, mais les appareils sont précisément conçus pour que cela n'arrive pas (trois champignons disposés en triangle, par exemple, finissent après beaucoup de va-et-vient par éjecter la bille qu'ils se renvoient sous un angle imprévisible).

## Vocabulaire des joueurs
- Claquer : gagner une ou plusieurs parties gratuites en atteignant le score indiqué, en atteignant un High score, en gagnant à la loterie (ou « match ») de fin de partie. Le jeu émet alors un « CLACK » sonore relativement fort, à chaque crédit gagné.
- Fourchette : permet à un joueur de sauver une bille filant vers la sortie centrale en actionnant rapidement l'un puis l'autre flipper.
- Coulante : action d'une bille s'échappant à faible vitesse par les couloirs latéraux, après avoir touché les plots d'entrée de ces couloirs.
- Avion, Cave : action d'une bille partant du haut du plateau avec une trajectoire quasi verticale et s'échappant vers la sortie centrale sans que le joueur ait pu la toucher. Très frustrant pour le joueur, surtout débutant, et cause fréquente du « syndrome de la vitre étoilée ».
- Garage : perte de la bille par passage direct dans un des couloirs latéraux. Contrairement à la « coulante », le garage est beaucoup plus rapide (la bille ne touche pratiquement aucun élément avant de s'engager dans le couloir).
- Bourrer : action du joueur qui fait bouger le flipper en le tapant à droite, à gauche ou au milieu.
- Gabrielette : péjoratif. Lors d'une « gabrielette » le joueur perd simultanément les billes d'un multibille (de deux à quatre billes simultanément).
- Syndrome de la vitre étoilée : certains flippers sont connus pour leur facilité déconcertante à perdre la bille (citons le Dr Dude de Bally, célèbre pour ses « avions » en raison de l'espacement des flippers, qui est de deux fois le diamètre de la bille). Par frustration, certains joueurs donnent un violent coup sur la vitre pouvant la briser sans la disloquer.
- Amorti : simple pression sur le bouton commandant la levée d'un des deux flippers du bas, dans le but de stopper une bille arrivant lentement par le couloir situé sur le même côté que le flipper actionné, afin qu'elle reste immobile dans le creux et de donner au joueur suffisamment de temps pour viser un endroit particulier du plateau et relancer cette bille. Une variante de cet amorti dit classique, l'« amorti-stop », consiste à commander le flipper à l'approche d'une bille arrivant par le centre et assez vite, de manière que la force générée par cette action vers le haut compense exactement la force vers le bas de la bille, la stoppant net sur le bout du flipper. Si la bille arrive trop rapidement, l'amorti peut se terminer par un garage et un "syndrome de la vitre étoilée".

## Compétition
Depuis les années 2000, le jeu de flipper connaît un renouveau auprès des collectionneurs, les anciennes machines se collectionnent et leur cote s'envole, de nombreux sites internet de passionnés sont créés. D'autre part, des joueurs s'organisent en club et participent à des compétitions. Une Ligue nationale des joueurs de flipper a existé en France jusqu'en 2016, un projet de création d'une fédération nationale a été évoqué. Des compétitions officielles sont toujours néanmoins organisées par plusieurs associations indépendantes.
Elles sont déclarées auprès de l'IFPA (International Flipper Pinball Association) basée aux États-Unis.

## L'économie du flipper
La ville de Chicago aux États-Unis a longtemps été la capitale du flipper. Les sociétés Gottlieb, Bally, Stern Electronics et Williams rivalisaient d'ingéniosité entre 1950 et 1990 pour produire les jeux les plus complexes et attrayants. Au début des années 1980, la concurrence des jeux vidéo et d'autres divertissements a conduit au déclin de l'industrie du flipper et une série de fusions eut lieu. Il reste quelques sociétés produisant encore des flippers telles que Stern Electronics, située en Illinois, Jersey Jack Pinball, Inc. à Lakewood dans le New Jersey et Heighway Pinball, Ltd. basé à Merthyr Tydfil au Pays de Galles.
En France, le principal fabricant de flipper s'appelait Jeutel. L'entreprise fondée par Pierre Tel, qui compta jusqu'à 200 personnes, produisit cinq modèles différents entre 1981 et 1985 avant de cesser la fabrication pour se consacrer à la production de bornes d'arcade. D’autres fabricants français comme EM Marchant entre 1950 et 1959, avec 6 modèles dont Volley Ball, Jack Rogers, 5 modèles entre 1959 et 1961, Staal avec 2 modèles entre 1977 et 1979 ou encore Christian Tabart, CIFA, Salmon, Alben, ont aussi produit des flippers en France, mais à une échelle plus réduite. Une mention particulière se doit d’être faite pour la société niçoise Rally, dont le parcours est aussi étonnant que les flip-tronics qui s’étaient promis de révolutionner le marché du flipper dans les années 1960. Cette société issue du monde de la haute-technologie et qui travaillait pour l’Armée produisit une vingtaine de modèles parfois assez futuristes pour l’époque, entre 1961 et 1969, sans réussir à s’imposer véritablement.
Cependant quelques entreprises européennes et japonaises (voir Sega) ont fabriqué des flippers. En Italie, le législateur avait décidé en 1968, sous prétexte de lutter contre les jeux de hasard, que les flippers ne devaient pas permettre aux joueurs de gagner quoi que ce soit, y compris des parties gratuites. Conséquence : tous les flippers destinés au marché italien devaient être dépourvus d’automatismes permettant de gagner une balle ou une partie. « Senza ripetizione della partita », inscription signifiant sans répétition de la partie, était apposée alors sur les flippers italiens. Cette réglementation créa une demande sur le marché italien, d’autant que les industriels américains n’étaient pas enclins à développer des modèles spécifiques. Des fabricants italiens s’y engouffrèrent d’autant que du côté de Bologne existaient de nombreuses petites entreprises prêtes à relever le défi. Zaccaria était une entreprise italienne (Bologne) qui a fabriqué une cinquantaine de flippers de 1974 à 1987, elle sortit entre autres « Wood's Queen » (1976), « Hot Wheels » (1979), « Earth Wind Fire » (1981), « Farfalla » (1983), « Zankor » (1986), « Star's Phoenix » (1987)...
En Espagne, l'importation de flippers américains était interdite sous Franco, et les fabricants espagnols devaient obtenir l'autorisation du ministère de l'Intérieur pour lancer leurs modèles. Comme en Italie, cette réglementation spécifique à l'Espagne favorisa le développement d'une industrie locale du flipper. Recel S. A. était une entreprise espagnole (Madrid) qui a fabriqué une quarantaine de flippers de 1974 à 1986 comme « Criterium 75 » (1975), « Underwater » (1976), « Lady Luck » (1976), « Sea Scare » (1978), « Poker Plus » (1977), « Mr. Doom » (1979), « Icarus » (1979), « D. Quijote » (1979)... Playmatic, avec 70 modèles entre 1968 et 1987, Petaco, Inder ont fait partie de cette industrie espagnole du flipper.

## Héritage

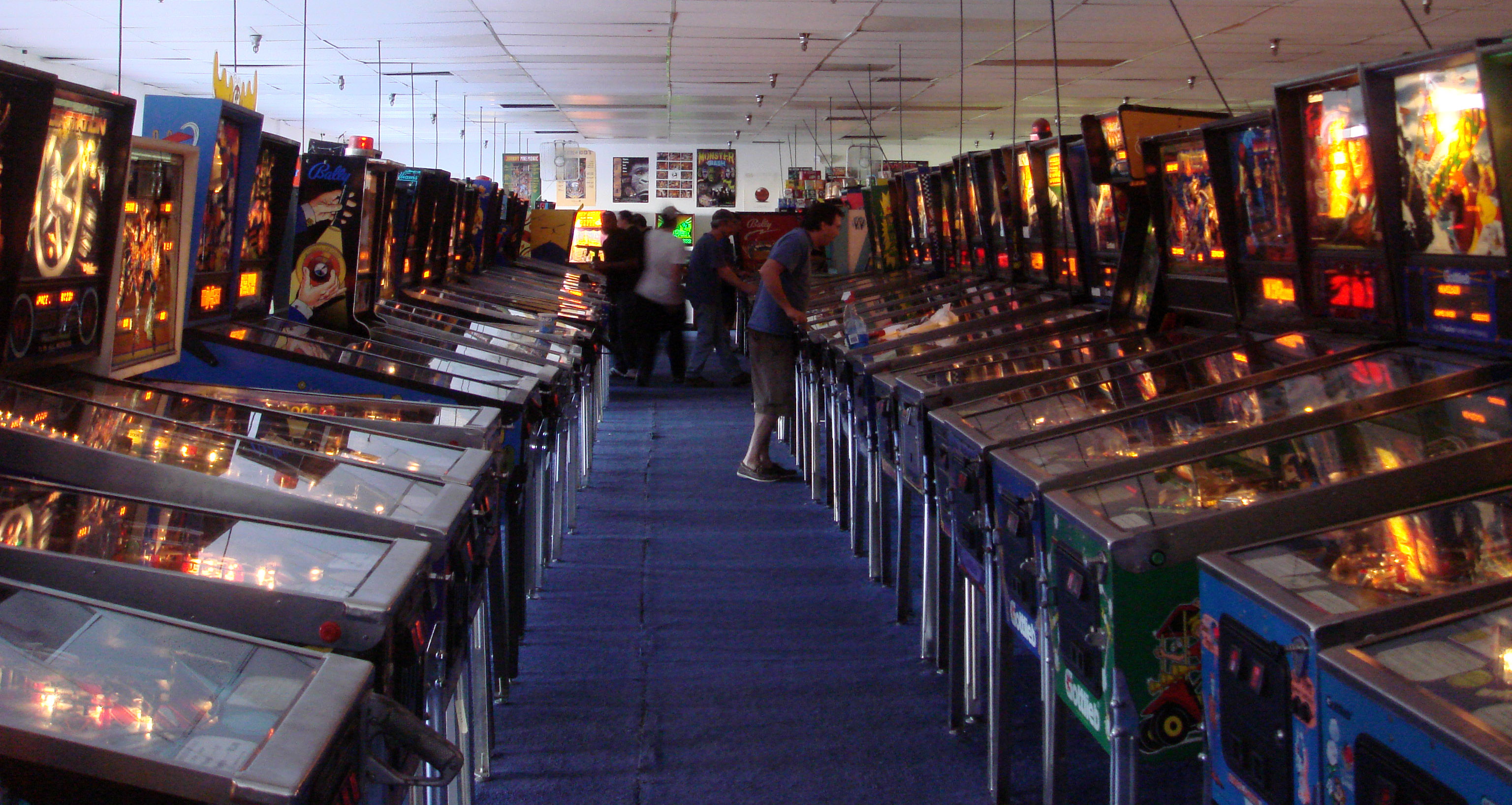
Une rangée de flippers au Pinball Hall of Fame de Las Vegas.

- Le Pacific Pinball Museum (en), un musée d'Oakland (Californie) ouvert en 2004 par Michael Schiess et qui contient 149 machines[8].
- Le Pinball Hall of Fame (en) de Las Vegas.
- Le Paris Pinball Museum, un musée à Paris ouvert par Raphael Lankar, qui y expose ses machines sur 450 m2[9].
- Le site web spécialisé Pinballnews[10].

Les studios de cinéma d'Hollywood commandent souvent à des entreprises comme Bally Manufacturing, Midway Games, Stern Electronics, Inc, Data East, Sega, etc., un flipper à l'image des films avant leur sortie, l'utilisant lors de sa promotion. Certains flippers relatifs à des films sont devenus très célèbres et sont admirés par les professionnels et le grand public, par exemple, ceux tirés des franchises The Addams Family (Addams Family (flipper) (en)), Dracula, Retour vers le futur, Terminator 2, X-Files, Twilight Zone (The Twilight Zone (flipper) (en)), Star Trek : La Nouvelle Génération, la série Indiana Jones (Indiana Jones: The Pinball Adventure (en)), la trilogie Star Wars, Starship Troopers, GoldenEye (GoldenEye (flipper) (en)), Le Seigneur des anneaux : La Communauté de l'anneau, etc.
Parmi les grands illustrateurs et designers de flipper, on peut citer entre autres Norm Clark, George Molentin, Steve Ritchie, Dan Forden, Brian Eddy, Larry DeMar, Ed Krynski, Harry Williams, Gordon Morison, Keith Parkinson ou Bob Timm.

### Quelques classiques
Source : ipdb.org
- World Fair (1964) (Gottlieb)
- North Star (1964, Gottlieb)
- Dancing Lady (1965, Gottlieb)
- Buckaroo (1965, Gottlieb)
- Central Park (1966, Gottlieb)
- Diamond Jack (1967, Gottlieb)
- Wild Wild West (1969, Gottlieb)
- Dimension (1971, Gottlieb)
- Abra Ca Dabra (1975, Gottlieb)
- Centigrade 37 (1977, Gottlieb)
- Cleopatra (1977, Gottlieb)
- Jungle Queen (1977, Gottlieb)
- Buck Rogers (1980, Gottlieb)
- Theatre of Magic (1995, Bally)
- Attack from Mars (1995, Bally)
- Medieval Madness (1997, Williams Electronics Games)
- Cirqus Voltaire (1997, Bally)

#### Stern Electronics
- Stingray (1977)
- Pinball (1977)
- Stars (1978)
- Memory Lane (1978)
- Lectronamo (1978)
- Nugent (1978)
- Dracula (1979)
- Trident (1979)
- Hot Hand (1979)
- Magic (1979)
- Cosmic Princess (1979)
- Meteor (1979)
- Galaxy (1980)
- Ali (1980)
- Seawitch (1980)
- Viper (1981)
- Split Second (1981)
- Turtles (1981)
- Catacomb (1981)
- Iron Maiden (1981)
- Dragonfist (1982)
- Anteater (1982)
- Frenzy (1982)
- Lost Tomb (1982)
- Pooyan (1982)
- Rescue (1982)
- Cliff Hanger (1983)

## Dans la culture populaire
Le flipper se retrouve souvent dans la culture populaire, parfois comme un symbole de rébellion ou de force.

### Littérature
Le flipper est évoqué dans le quinzième des 480 souvenirs cités par Georges Perec dans son texte Je me souviens.

### Musique
La représentation la plus fameuse est sans doute l'opéra-rock Tommy par le groupe anglais The Who (1969) qui raconte l'histoire d'un personnage sourd et aveugle qui devient un magicien du flipper (« pinball wizard ») et qui plus tard utilise le flipper comme un outil dans sa quête spirituelle.
Parfois, le flipper devient le point central d'interprétations un peu plus surprenantes, comme dans la chanson Le flipper amoureux de Roland Bocquet.
On le retrouve également comme élément central de plusieurs chansons : dans Couleur menthe à l'eau d’Eddy Mitchell ; Marche à l'ombre de Renaud ; Flipper de Téléphone ; Aujourd'hui plus qu'hier de Sophie Favier ; Boule de flipper de Corynne Charby (reprise par Leslie) ; L'Empereur du flipper de Richard Gotainer ; Si tu gagnes au flipper de Chantal Goya ; Les Nuits sans Kim Wilde de Laurent Voulzy ; Le Billard électrique d’Édith Piaf.

### Peinture
On le retrouve aussi en peinture comme une mythologie urbaine, dans la série hyperréaliste Flipper de Jean-Claude Meynard.

### Cinéma
- Dans le film de science-fiction Les Décimales du futur (The Final Programme, 1973) de Robert Fuest, le héros joué par Jon Finch se retrouve à un moment dans un décors de boite de nuit directement inspiré de la plate-forme de jeu d'un flipper.
- Le film d'animation autobiographique de Ralph Bakshi justement intitulé Flipper City (Heavy Traffic, 1973) fait un éloquent parallèle entre les cliquetis lumineux et sonores d'un flipper et l'univers bigarré et violent de la ville de New-York dans les années 1970.

### Publicité
- Publicité Orangina Le Flipper, agence Young & Rubicam, réalisée par Alain Chabat. Obtient le Grand Prix de la Pub 1995[13].

## Jeux vidéo de flipper
Il existe beaucoup de jeux vidéo pour ordinateurs ou consoles de jeux simulant des flippers. Le plus connu est sûrement 3D Pinball for Windows: Space Cadet , qui était fourni gratuitement par la société Microsoft avec Microsoft Plus! 95 et ce jusqu'à Windows XP.
Ces jeux simulent de façon très réaliste les mouvements des billes avec toutes les phases de jeu (multibilles, extra bille...), les mécanismes mécaniques (flippers, bumpers...) et les secousses que l'on porte au flipper, allant même jusqu'à simuler le tilt si on abuse de ces secousses.
L'une des toutes premières simulations de flipper, Video Pinball, sort en 1980 sur Atari 2600. Suivront quelques jeux, dont Pinball, Pin Bot ou Rollerball, des simulations tentant de se rapprocher le plus possible d'un réel flipper.
Quelques jeux de flipper s'orientent vers la fantaisie, notamment Devil's Crush sur PC-Engine, ou les nombreux jeux mettant en scène des héros connus du jeu vidéo, comme Mario dans Super Mario Pinball, Sonic dans Sonic Spinball, Kirby dans Kirby's Pinball Land, les Pokémon dans Pokémon Pinball, ou encore Samus Aran dans Metroid Prime Pinball.
Cependant, la plupart s'oriente vers un contenu réaliste, comme la série des Pro-Pinball (The Web, Timeshock, Big race USA, Fantastic Journey) sur PC et PlayStation, True Pinball sur PlayStation et Saturn ou dernièrement Zen Pinball sur PlayStation 3, Pinball FX/FX2 sur Xbox 360 et Pinball FX3 sur Playstation 4 et FX2 sur Playstation 4 VR et sur Playstation 4. Il est également possible de retrouver de véritables modèles de flippers de la célèbre entreprise Williams sur Pinball FX3, Marvel Pinball sur consoles telles que les Playstation et Xbox 360. Des flippers Gottlieb seront également adaptés sous forme vidéoludique dans Gottlieb Pinball Classics, sorti sur Wii et PlayStation 2.
Deux principaux simulateurs permettent de jouer facilement de chez soi à un nombre important de flippers (conceptions originales ou reproductions de flippers) : il s'agit de Visual Pinball (en) et de Future Pinball (en).
Des jeux de flipper sont aussi disponibles sur Android comme Vector Pinball (version Android), qui est plus orienté vers l'arcade.